# Balc
Balc (Bályok en hongrois) est une commune roumaine du județ de Bihor, en Transylvanie, dans la région historique de la Crișana et dans la région de développement Nord-Ouest.

## Géographie
La commune de Balc est située dans le nord-est du județ, à la limite avec le județ de Satu Mare, sur la rive droite de la Barcău, à 18 km à l'est de Marghita et à 65 km au nord-est d'Oradea, le chef-lieu du județ.
La municipalité est composée des cinq villages suivants, nom hongrois, (population en 2002) :
- Almașu Mare, Kozmaalmás (885) ;
- Almașu Mic, Szóvárhegy (453) ;
- Balc, Bályok, (1 458), siège de la commune ;
- Ghida, Berettyódéda (189) ;
- Săldăbagiu de Barcău, Szoldobágy (583).

## Histoire
La première mention écrite du village de Balc date de 1213 sous le nom de Baluc. Il apparaît ensuite sous le nom de Bályoki Szilvester en 1465.
La commune, qui appartenait au royaume de Hongrie, en a donc suivi l'histoire.
Après le compromis de 1867 entre Autrichiens et Hongrois de l'empire d'Autriche, la principauté de Transylvanie disparaît et, en 1876, le royaume de Hongrie est partagé en comitats. Balc intègre le comitat de Bihar (Bihar vármegye) et le district de Margitta.
À la fin de la Première Guerre mondiale, l'Empire austro-hongrois disparaît et la commune rejoint la Grande Roumanie au traité de Trianon.
En 1940, à la suite du deuxième arbitrage de Vienne, elle est annexée par la Hongrie jusqu'en 1944, période durant laquelle sa communauté juive est exterminée par les nazis. Elle réintègre la Roumanie après la Seconde Guerre mondiale au traité de Paris en 1947.

## Politique
| Période                                  | Période  | Identité        | Étiquette     | Qualité |
| ---------------------------------------- | -------- | --------------- | ------------- | ------- |
| Les données manquantes sont à compléter. |          |                 |               |         |
| 2000                                     | En cours | Arsenie Maroșan | PDL, puis PSD |         |

| Parti | Parti                                      | Sièges |
| ----- | ------------------------------------------ | ------ |
|       | Union démocrate magyare de Roumanie (UDMR) | 2      |
|       | Parti national libéral (PNL)               | 5      |
|       | Parti social-démocrate (PSD)               | 6      |

## Religions
En 2002, la composition religieuse de la commune était la suivante :
- Chrétiens orthodoxes, 63,70 % ;
- Réformés, 23,23 % ;
- Pentecôtistes, 5,38 % ;
- Baptistes, 3,89 % ;
- Catholiques romains, 2,17 % ;
- Grecs-Catholiques, 0,70 %.

## Démographie
Le village de Balc a une majorité de population hongroise tandis que les autres villages sont majoritairement roumains. La communauté tsigane est installée dans le village de Săldăbagiu de Barcău.
En 1910, à l'époque austro-hongroise, la commune comptait 2 505 Roumains (62,92 %), 1 345 Hongrois (33,79 %), 87 Slovaques (2,19 %) et 43 Allemands (1,08 %),.
En 1930, on dénombrait 2 919 Roumains (71,33 %), 1 059 Hongrois (25,88 %), 56 Juifs (1,37 %), 45 Roms (1,10 %) et 6 Allemands (0,15 %).
En 1956, après la Seconde Guerre mondiale, 3 355 Roumains (73,70 %) côtoyaient 1 165 Hongrois (25,59 %) et 29 Roms (0,64 %).
En 2002, la commune comptait 2 364 Roumains (66,25 %), 998 Hongrois (25,97 %) et 196 Roms (5,49 %). On comptait à cette date 1 260 ménages et 1 556 logements.
| 1880  | 1890  | 1900  | 1910  | 1920  | 1930  | 1941  | 1956  | 1966  |
| ----- | ----- | ----- | ----- | ----- | ----- | ----- | ----- | ----- |
| 2 261 | 2 781 | 3 353 | 3 981 | 4 035 | 4 092 | 4 446 | 4 552 | 4 864 |

| 1977  | 1992  | 2002  | 2007  | - | - | - | - | - |
| ----- | ----- | ----- | ----- | - | - | - | - | - |
| 4 301 | 3 682 | 3 568 | 3 571 | - | - | - | - | - |

## Économie
L'économie de la commune repose sur l'agriculture et l'élevage.

## Communications

### Routes
Le village de Săldăbagiu de Barcău est situé sur la route nationale DN19B Marghita-Șimleu Silvaniei.

## Lieux et monuments
- Balc, château Degenfeld-Schomburg, datant de 1896 ;
- Balc, église réformée datant de 1791, classée monument historique[7] ;
- Almașu Mare, ruines de fortifications médiévales (XIIIe et XIVe siècles) ;
- Săldăbagiu de Barcău, église orthodoxe datant de 1928[7].